# Château de Nuits
Le château de Nuits est un château de style Renaissance du XVIe siècle situé dans la commune de Nuits-sur-Armançon dans l'ancienne province historique de Bourgogne.

## Localisation
Le château est situé dans le département de l'Yonne, sur la commune de Nuits-sur-Armançon entre Tonnerre et Montbard.

## Description
Commencé sous le règne de François II, dans les années 1560, le château de Nuits est achevé dix ans plus tard sous le règne de Charles IX.
À cette époque, la France est ravagée par les guerres de religion. Le sommet de ces luttes est atteint dans la nuit du 24 août 1572 qui voit le massacre des principaux chefs protestants et que l’Histoire a retenu sous le nom de massacre de la Saint-Barthélemy. Le pays sombre dans l’anarchie.
Toute demeure seigneuriale devient un repère inexpugnable ; toute position tant soit peu stratégique donne lieu à l’édification d’un bastion.
Nuits en est un bon exemple. À la limite des provinces de Champagne et de Bourgogne qui, encore il y a peu, connaissaient des luttes sans merci entre rois et ducs, le château de Nuits, élevé sur la rive même de l’Armançon, condamnait la vallée, passage toujours favori des bandes armées.

## Historique
Le château de Nuits a été construit dans la deuxième moitié du XVIe siècle en 1560 par François de Chenu, seigneur de Ravières et baron de Nuits, en pleine période de guerres de religion.
Il est un bel exemple d’une architecture civile adaptée aux nécessités de la défense. Cet aspect est encore présent de nos jours. Il reste de nombreuses meurtrières. Des traces de tirs d’artillerie sont visibles sur les façades.
De 1689 et jusqu’à la Révolution française de 1789, la terre de Nuits devient la possession de la famille de Clugny, dont Jean Étienne Bernard de Clugny fut le membre le plus connu. Succédant à Turgot au Contrôle Général des Finances, il fonda la Caisse d’escompte et la Grande Loterie Royale, ancêtre de la Loterie nationale. Le dernier des Clugny, propriétaire de Nuits, passa la fin de sa vie au château, recevant régulièrement le futur maréchal d’Empire, Louis Nicolas Davout, alors jeune officier, et le naturaliste Buffon.
À la Révolution, la demeure a été vendue comme bien national.
En 1806, elle fut rachetée par la marquise de La Guiche, née Jeanne-Marie de Clermont-Montoison, qui procède à de nombreux aménagements visant à transformer le bastion militaire en demeure plus habitable et conforme aux goûts du temps.
Après le décès de la marquise de La Guiche, qui périt brûlée vive en 1822 devant la cheminée de la salle à manger, le château devint la propriété d’une famille établie à Paris mais originaire d’Ancy-le-Franc.
La demeure devait subir de graves dommages lors de la Seconde Guerre mondiale et connaître de nombreux pillages.
Depuis presque vingt ans, les intérieurs sont l'objet d'une restauration méticuleuse.
L'édifice a été classé au titre des monuments historiques en 1967.
L'ensemble du domaine, à l'exception des parties déjà classées, a été inscrit par arrêté du 30 septembre 2013.

## Les extérieurs

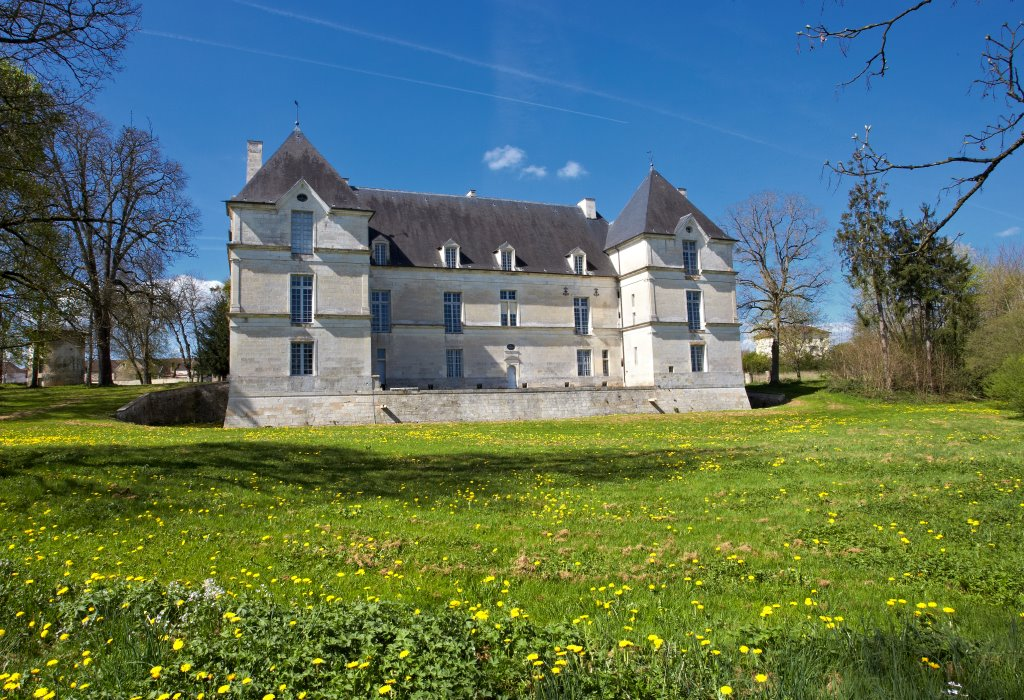
Façade orientale

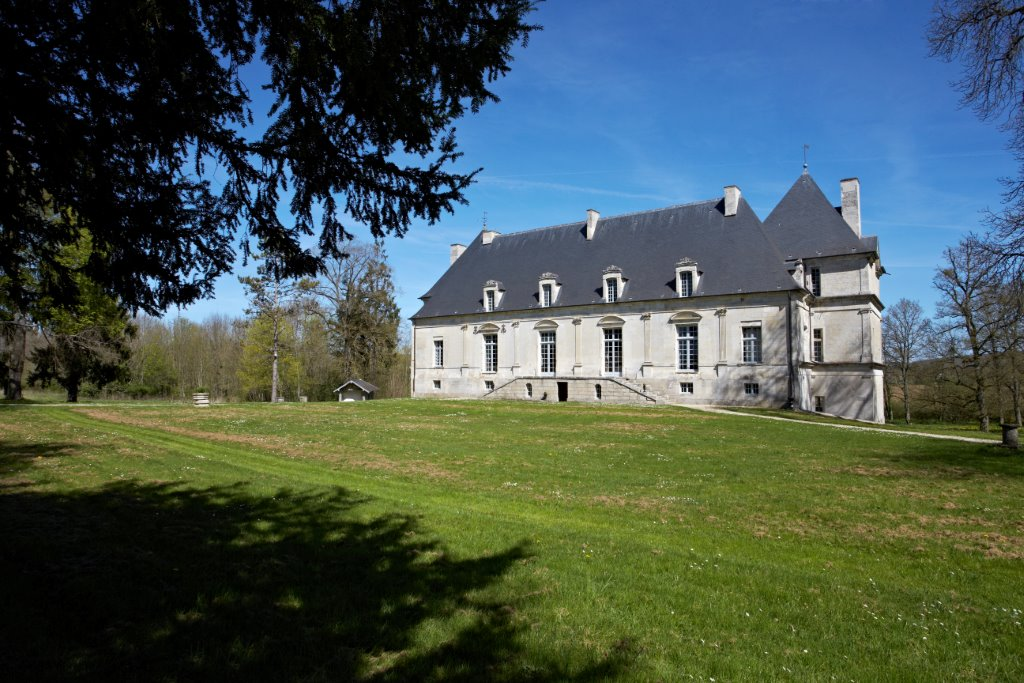
Façade occidentale

Le plan du château est simple. Son décor est sobre, tout comme celui des châteaux Renaissance du Tonnerrois, tels Maulnes et Ancy-le-Franc.
Il se présente aujourd’hui sans l’appareil défensif qui protégeait à l’origine le corps de logis du côté ouest et en masquait probablement la vue : un épais mur crénelé à échauguettes d’angle avec fossé et poterne.
En forte déclivité par rapport au corps de logis, deux puissants pavillons reposant sur d’imposants soubassements offrent au regard leurs silhouettes jumelles rythmées par de larges bandeaux horizontaux.
Dominant la rivière de l’Armançon, mais semblant toutefois s’enraciner profondément dans le sol, la façade orientale rappelle le rôle militaire du château à son origine : nulle décoration superflue, mais une rigueur absolue dans le jeu des proportions, ainsi qu’une savante combinaison de volumes, dégageant au total une impression de puissance quelque peu sévère.
Soulignée par des pilastres d’ordre toscan et ionique aux angles des pavillons, la décoration est particulièrement sobre. La hauteur de la façade atteint 25m et la largeur des murs se situe entre 5m et 7m.
Ont survécu par ailleurs certaines particularités qui attestent du rôle de bastion de ce château comme une vaste esplanade de tir entre les pavillons, un certain nombre d'archères et de meurtrières ainsi qu'un important glacis défendant les abords du château en cas d'assaut. Latéralement, il subsiste des restes de fossés que les crues de l’Armançon inondent régulièrement.
La façade occidentale est un chef-d’œuvre d’élégance et d’harmonie : elle s’ouvre par de hautes fenêtres encadrées de pilastres et soulignées de frontons cintrés, auxquelles correspondent des mansardes à tête de lion se détachant sur l’ardoise grise.
Le parc du château, qui s'inspire des jardins à l'anglaise, a été tracé et planté à partir des dessins du paysagiste Louis-Martin Berthault, jardinier de l'impératrice Joséphine puis de Napoléon, et possède des essences variées.

## Les intérieurs
Les salles basses voûtées du château se caractérisent par une sobriété architecturale toute militaire, ces salles étant destinées primitivement à abriter non seulement la garnison du château, mais aussi les villageois qui pouvaient éventuellement y trouver refuge. Dans la cuisine, un puits permettait d’avoir de l’eau potable à volonté en cas de siège.
Par un large escalier de pierre, dont la rampe provient des forges voisines de Buffon, on accède à l’étage noble : du XVIe siècle, deux vastes cheminées, dont celle du grand salon, remarquable par sa décoration sculptée et le monogramme de la Maison de Chenu.
Une salle à manger à boiseries naturelles évoque le confort du siècle dernier, de même que le billard, aux dimensions exceptionnelles, du salon voisin. Ce salon est admirable par ses trumeaux au décor néo-pompéien en stuc et par ses boiseries réchampies. À ce même niveau, une chambre octogonale de style Empire, dans laquelle séjournait régulièrement Louis Nicolas Davout, alors jeune officier et futur maréchal d'Empire, possède un parquet en étoile remarquable. Quant à Buffon, il aimait fréquenter le château où il écrivit plusieurs chapitres de son Histoire naturelle, en son cabinet privé dit aujourd'hui de « curiosités ».
À l’étage supérieur, la « grande galerie » abrite la bibliothèque et donne accès à des espaces qui étaient réservés à la vie familiale.

## Un défi hors norme: le second souffle
Aujourd'hui, ce ne sont pas moins de vingt-deux pièces qui sont ouvertes au public incluant, entre autres, une salle des gardes, une chapelle, une salle de vénerie, des cuisines, une salle de bains, une lingerie, un cabinet de curiosités, la chambre de François de Chenu, baron de Nuits, une salle aux ouvrages réservée aux travaux d’aiguilles, un atelier d’artiste avec aquarelles et dessins. Cet effort, assumé matériellement avec des moyens sommaires le plus souvent, offre, en particulier, sous ses formes les plus variées et authentiques, le témoignage d'une manière de vivre et d'évoluer d'une famille de la haute bourgeoisie tout au long du XIXe siècle entre les murs d'une demeure aimée et respectée.
À Nuits, le visiteur est un spectateur qui voit se dérouler sous ses yeux le scénario quotidien de la vie seigneuriale de plusieurs générations que les beaux jours ramenaient chaque année sur leurs terres.
Conservés dans leur environnement d'origine parfaitement restaurés, de nombreux souvenirs de famille sont exposés où s’exprime le mode de vie des générations passées.
En particulier, une salle aux ouvrages réservée aux travaux d’aiguilles, un atelier d’artiste avec aquarelles et dessins, témoins de l’éducation des jeunes filles au XIXe siècle. Nous découvrons, par ailleurs, de nombreux objets d'autrefois, qui sont autant de souvenirs de famille : ustensiles de cuisine, vaisselle fine, malles anciennes, habits d’époque, accessoires de mode, émouvants vêtements, jouets et jeux d'enfants et lingerie brodée, pour satisfaire la curiosité bien légitime de toutes celles et de tous ceux qui passent la grille en fer forgé de Nuits.

## Héraldique
Blasonnement :
En premier lieu pour les Chenu :
D'or, au chevron d'azur, accompagné de trois hures de sanglier de sable, défendues et allumées d'argent.
En second lieu pour les Clugny :
D'azur à deux clefs d'or adossées et posées en pal, les anneaux en losange pommetés en entrelacés.